# The 90’s Suck & So Do You
The 90’s Suck & So Do You ist das fünfte Musikalbum der US-amerikanischen Punkband Angry Samoans. Es wurde im Februar 1999 auf Triple X Records veröffentlicht. Es war das erste Album der Gruppe seit 1988, und es waren zu diesem Zeitpunkt nur noch zwei der ursprünglichen Samoans-Mitglieder in der Band vertreten.

## Titelliste
1. I'd Rather Do the Dog (1:27, Saunders)
2. Letter from Uncle Sam (1:06, Saunders)
3. Suzy's a Loser (2:19, Saunders)
4. In and Out of Luv (1:08, Saunders)
5. Mister M.D. (1:39, Saunders)
6. My Baby's Gone Gone Gone (1:45, Saunders)
7. Beat Your Heart Out (1:37, Robert Lopez)
8. Don't Change My Head (2:15, Saunders)

## Entstehungsgeschichte
Nachdem sich die Angry Samoans 1988 im Streit getrennt und 1991 offiziell aufgelöst hatten, hatte Sänger Mike "Metal Mike" Saunders einige wenig beachtete Soloalben aufgenommen. Mitte der 1990er-Jahre reformierte Saunders zusammen mit Vockeroth die Angry Samoans und spielte mit wechselnden Gitarristen und Bassisten gelegentlich Konzerte, primär an der Westküste der USA. Das während dieser Zeit geschriebene Material wurde 1999 in der damaligen Bandbesetzung als Album eingespielt und veröffentlicht.

## Rezeption
Adam Bregman von Allmusic stellte die Unterschiede zu den vorherigen Samoans-Alben heraus, an deren Songs das ehemalige Bandmitglied Gregg Turner maßgeblich mitgeschrieben hatte. Bregman hob aber positiv hervor, dass das neue Album "schlauer" sei als die vorherigen, "poppig" und von den Ramones beeinflusst. Als Fazit vergab er drei von fünf Sternen. Der Musikkritiker Mark Prindle bezeichnete das Album als "fuzzy stupid beach music about girls", hob eine gewollte, aber nicht erreichte Ähnlichkeit mit den Ramones hervor und vergab vier von zehn Punkten.